# Costus osae
Costus osae es una especie de plantas de la familia Costaceae. Es una especie nativa de Costa Rica que se describió por primera vez en 1997. También se han encontrado ejemplares en Colombia.
Por lo general se considera un tipo de "jengibre". Esta planta tiene tallos gruesos con hojas verdes y grandes. Crece a una altura media de 1,21 m y produce gruesos racimos de color rojo brillante. Es también considerada como una planta de jardín o planta de interior en los Estados Unidos.